# Pinturas Rupestres da Serra de São Francisco
As Pinturas Rupestres da Serra de São Francisco (ou Sierra de San Francisco) situam-se no estado de Baja California, no México. São representações de como era a vida dos Cochimi ou Guachimis na península de Baja California. Pouco é conhecido acerca deste grupo, exceptuando o facto que vieram de norte. Estas pinturas nos telhados dos seus abrigos de pedra e nas paredes da Serra de São Francisco foram descobertas pela primeira vez pelo jesuíta Francisco Javier no século XVIII. A propriedade é constituida por cerca de 250 sítios localizados na municipalidade de Mulege, na Reserva da Biosfera de El Vizcaino.
De acordo com as lendas, as pinturas foram feitas por uma raça de gigantes. Algumas figuras humanas tem mais de 2 metros de altura, o que sustenta a lenda. Outros motivos são animais como coelhos, pumas, linces, cervídeos, cabras e ovelhas selvagens, baleias, tartarugas, atuns, sardinhas, polvos, águias e pelicanos; há também elementos abstractos de várias formas. A idade das pinturas variam entre 1100 a.C. e 1300 d.C..
A área tem a mais importante concentração de arte Pré-Hispânica na Península de Baja California. É de qualidade excepcional a nível nacional e internacional, pela sua alta qualidade, as suas fantásticas cores, e pelo seu estado de conservação. As pinturas são Património Mundial da Unesco desde 1993.

## Ligações Externas
- Unesco - Pinturas Rupestres da Sierra de San Francisco